# Swansea.com Stadium
Pour les articles homonymes, voir Liberty Stadium.
Le Swansea.com Stadium (Stadiwm Swansea.com en gallois) est un stade multi-usages situé dans le quartier de Landore à Swansea, Pays de Galles. Sa capacité s'élève à 20 532 places toutes assises, ce qui en fait le plus grand stade de la ville et le troisième de la nation galloise.
C'est le domicile du Swansea City Association Football Club et de l'équipe de rugby des Ospreys.

## Histoire
Le stade est inauguré le 10 juillet 2005.
Le match d'ouverture eu lieu le 23 juillet 2005 entre Swansea City Association Football Club et Fulham Football Club, se soldant par un nul (1-1).
Le 18 octobre 2005, le stade fut nommé "Liberty Stadium".
Le 9 août 2021, le stade est renommé « Swansea.com Stadium » à la suite d'un contrat de 10 ans conclu avec Swansea.com.

## Événements
- Concert de Elton John, 29 juin 2008
- Concert de Pink (Funhouse Summer Carnival Tour), 23 juin 2010

## Rencontres internationales de football
Le stade accueille aussi quelques rencontres internationales de l'équipe du pays de Galles.
| Date           | Compétition                                            | Domicile       | Score | Extérieur |
| -------------- | ------------------------------------------------------ | -------------- | ----- | --------- |
| 17 août 2005   | Amical                                                 | Pays de Galles | 0–0   | Slovénie  |
| 15 août 2006   | Amical                                                 | Pays de Galles | 0–0   | Bulgarie  |
| 20 août 2008   | Amical                                                 | Pays de Galles | 1–2   | Géorgie   |
| 3 mars 2010    | Amical                                                 | Pays de Galles | 0–1   | Suède     |
| 7 octobre 2011 | Éliminatoires du championnat d'Europe de football 2012 | Pays de Galles | 2–0   | Suisse    |
| 6 février 2013 | Amical                                                 | Pays de Galles | 2 - 1 | Autriche  |
| 26 mars 2013   | Éliminatoires de la coupe du monde de football 2014    | Pays de Galles | 1-2   | Croatie   |